# Vladimir Yashchenko
Vladimir Ilyich Yashchenko (em russo:  Владимир Ильич Ященко) ou Volodymyr Yashchenko (em ucraniano:  Володимир Ященко) (Zaporizhzhya, RSS da Ucrânia, 12 de janeiro de 1959 – Zaporizhzhya, Ucrânia, 30 de novembro de 1999) foi um antigo atleta soviético, detentor do recorde do mundo em salto em altura entre 1977 e 1980. 

## Carreira desportiva
Foi com 18 anos de idade que quebrou, pela primeira vez, o recorde mundial, numa competição USA-URSS em Richmond, Virgínia, no dia 2 de junho de 1977. Nesse dia, ele começou por saltar 2,27 m, melhorando o recorde mundial junior, depois 2,31 m, que era um novo recorde europeu e finalmente 2,33 m. Com esta marca, bateu por um centímetro o recorde estabelecido por Dwight Stones no ano anterior. Pouco depois, tornava-se Campeão Europeu Junior em Donetsk com um salto de 2,30 m.
No dia 12 de março de 1978 conseguiu ultrapassar a mais alta fasquia de sempre, usando a técnica de rolamento ventral, ao passar a altura de 2,35 m em pista coberta. Venceu os Campeonatos Europeus de 1978 com um salto de 2,30 m.

## Fim da carreira e morte
Em 1979 sofreu uma grave lesão no joelho que levou ao prematuro fim da sua carreira, com apenas 20 anos de idade. Yashchenko morreu de cirrose hepática aos 40 anos.